# Sarychev
Sarychev (em russo:  вулкан Сарычева) é um estratovulcão localizado nas Ilhas Curilas, no extremo oriente russo. O Sarychev é um dos vulcões mais ativos da referida região.

## Erupção de 2009
Em 12 de junho de 2009 o vulcão entrou em erupção, liberando uma nuvem de cinzas. Por estar localizado próximo a rotas de aeronaves entre o Extremo Oriente e a América do Norte, isso acabou provocando retenções no tráfego aéreo.
Durante a erupção, a Estação Espacial Internacional estava passando por cima da região, e os astronautas foram capazes de fotografar o evento.
Erupções anteriores ocorreram em 1760, 1805, 1879, 1923, 1927, 1928, 1930, 1932, 1946, 1954, 1960, 1965, 1976, 1986 e 1989.